# Isaac Asare
Isaac Asare, född den 1 september 1974 i Kumasi, är en ghanansk fotbollsspelare som tog OS-brons i herrfotbollsturneringen vid de olympiska sommarspelen 1992 i Barcelona. 

## Klubbhistorik
- Cornerstones Kumasi
- Anderlecht
- Cercle Brugge
- Naoussa
- Dessel Sport
- Lentezon Beerse